# Смъртта на Фреди: Последният кошмар
„Смъртта на Фреди: Последният кошмар“ (на английски: Freddy's Dead: The Final Nightmare) е американски слашър филм на ужасите от 1991 г.

## Актьорски състав
- Робърт Енглънд - Фреди Крюгер
- Лиза Зейн – Маги Бъроус/Катерин Крюгер
- Шон Грийнблат – Джон До
- Лесли Дийн – Трейси
- Яфет Кото – Док
- Брекин Майър – Спенсър
- Рики Дийн Логън – Карлос